# Duomo di Serravalle
Il Duomo di Serravalle, dedicato a Santa Maria Nova, è la parrocchiale di Serravalle, quartiere di Vittorio Veneto, in provincia di Treviso e diocesi di Vittorio Veneto; fa parte della forania di Vittorio Veneto.
La chiesa è affacciata sul fiume Meschio, che la divide da piazza Flaminio.

## Storia
Nato da un edificio sacro preesistente forse già dal XIV secolo, epoca del sopravvissuto campanile, il Duomo di Serravalle raggiunge le attuali forme nel 1779, ad opera dell'architetto di Tolmezzo Domenico Schiavi. Nel Rinascimento si era arricchito del lavoro dei maggiori artisti locali, le opere dei quali sono ancora presenti negli altari dell'attuale chiesa.

## Descrizione

### La chiesa
La facciata del Duomo di Serravalle è a capanna, aperta solo da un piccolo oculo in luogo del rosone e dal portale d'ingresso timpanato. L'involucro della chiesa, privo di ogni ornamento, evidenzia un ambiente a pianta rettangolare con gli angoli smussati.

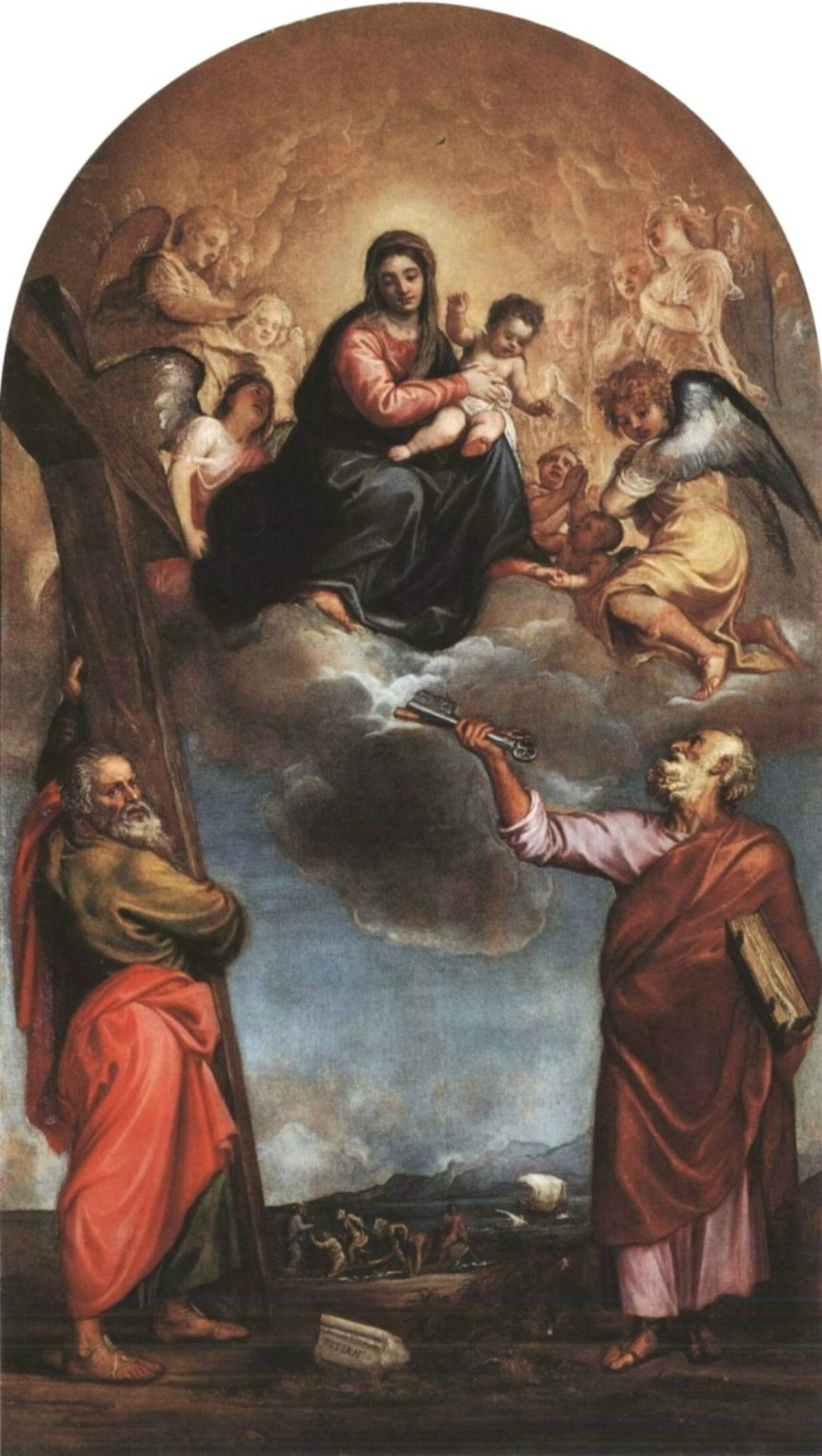
La pala del Tiziano

Internamente la chiesa è a una sola navata, con tre altari minori per lato.
Il patrimonio di opere pittoriche è vasto e di grande valore:
- la pala dell'altar maggiore (Madonna con Bambino in gloria e santi Andrea e Pietro), opera cinquecentesca di Tiziano Vecellio
- la Pala della Sacra Famiglia, opera moderna di Pietro Pajetta
- due pale quattro-cinquecentesche di Francesco da Milano
- affreschi ottocenteschi di Giovan Battista Canal e di Felice Schiavoni.

Degno di nota anche il patrimonio di opere scultoree, del quale fanno parte gli altari marmorei, tra i cui autori ci sono il secentesco Francesco Cavrioli, il canoviano Marco Casagrande, attivo nel XIX secolo anche nel Duomo di Conegliano, e l'ottocentesco Giuseppe Segusini.

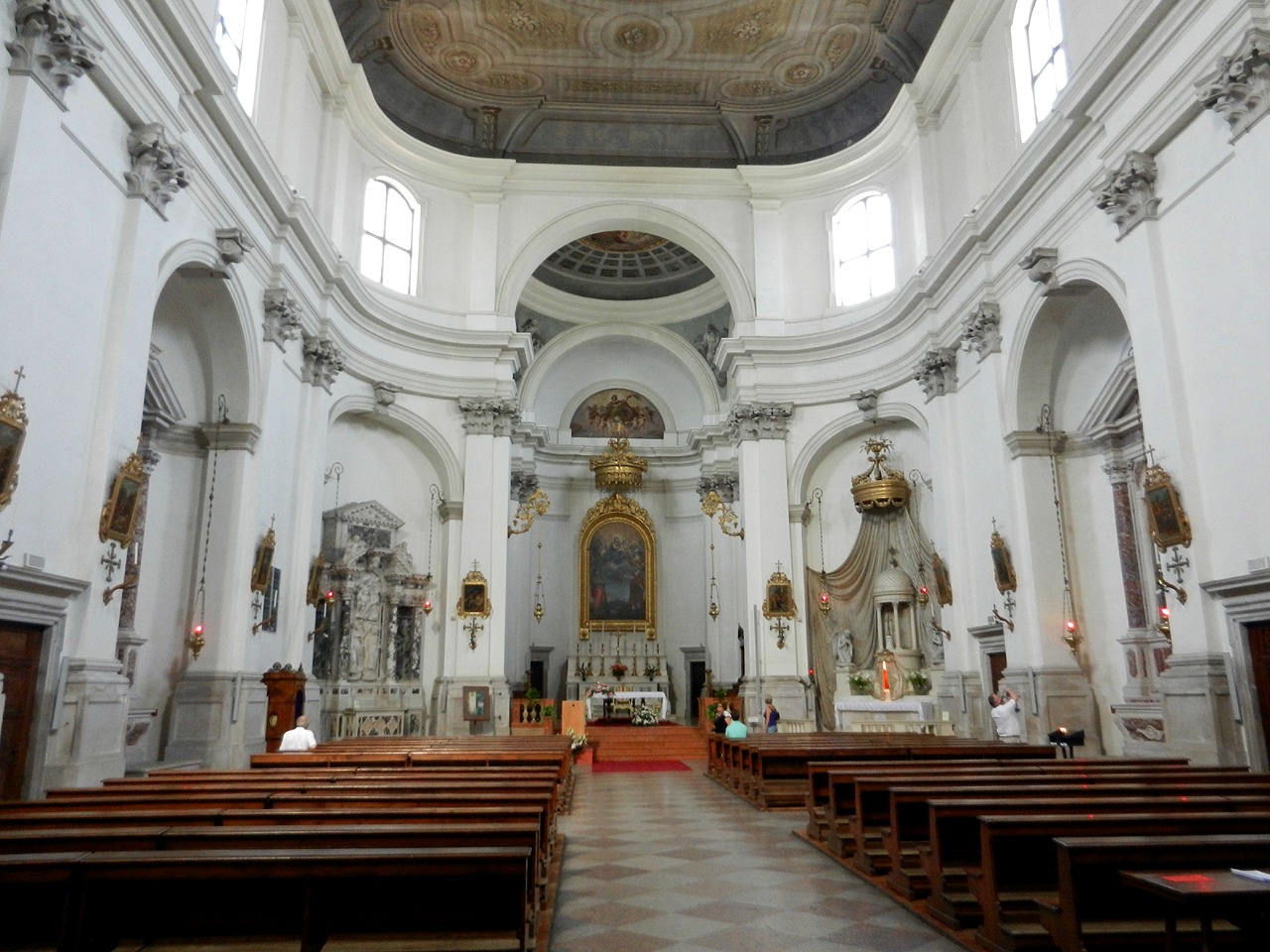
L'interno del Duomo

L'organo, opera del 1822 di Agostino ed Antonio Callido, è di grande valore e spesso usato per concerti di musica classica.

### Il campanile e la piazzetta
Il campanile è posto sulla riva del Meschio in posizione avanzata rispetto alla facciata: tra il Duomo e il campanile l'accesso alla piazzetta del campanile, raggruppata a ridosso del lato sinistro della chiesa e ai piedi della montagna del santuario di Santa Augusta.

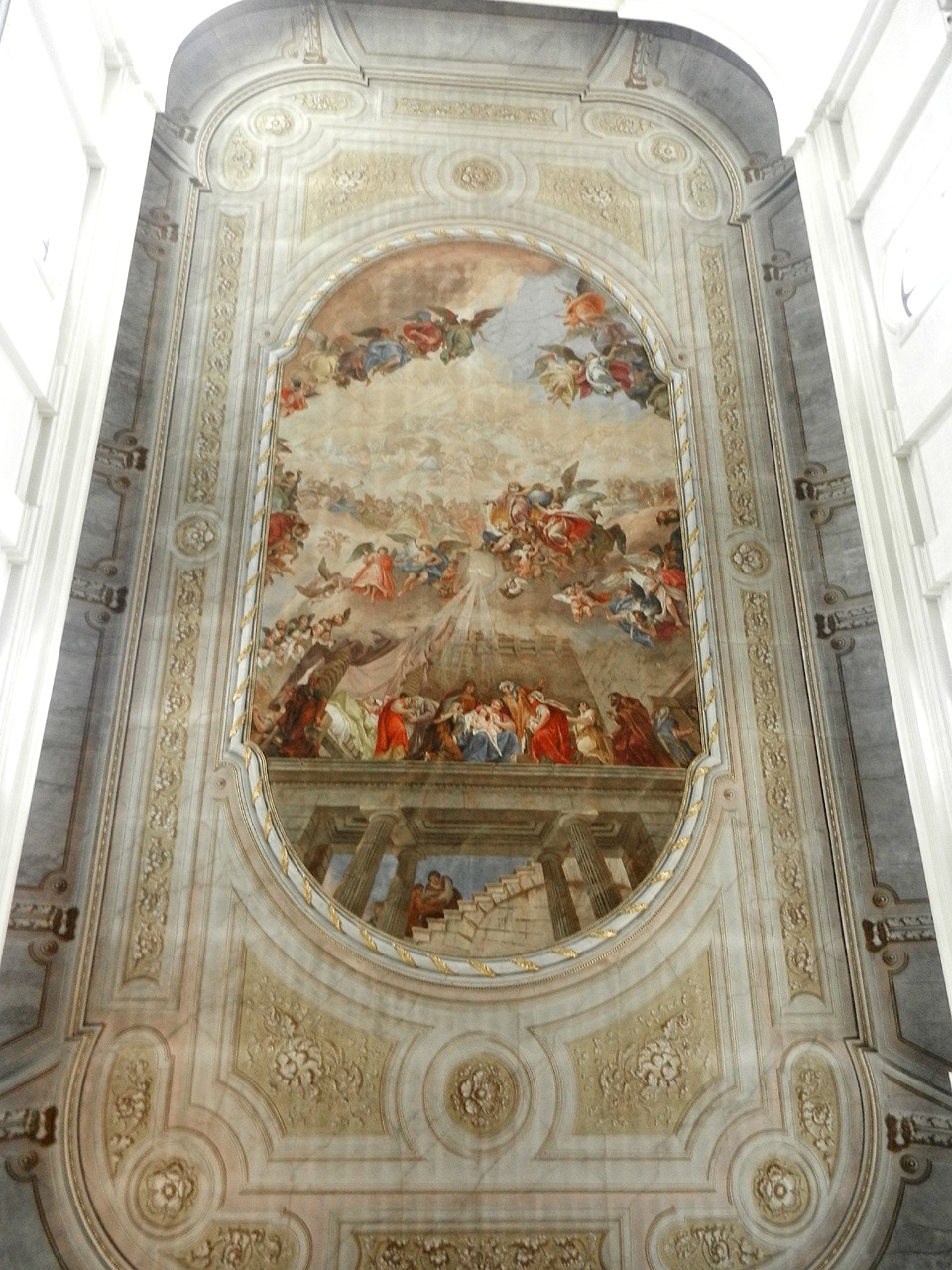
Affresco del soffitto

La struttura del campanile è trecentesca, in stile romanico, ma rimaneggiata più volte nei secoli: si presenta a pianta quadrata, con la cella campanaria aperta da bifore, al di sopra della quale, all'interno di una terrazza balaustrata si innalza una cuspide di forma ottagonale.

## Campane
Il campanile contiene un concerto di 5 campane montate a battaglio cadente sincronizzato in scala diatonica maggiore di Reb3, fuse dalla ditta De Poli di Vittorio Veneto (TV) nel 1921.